# 伊藤耕太郎
伊藤 耕太郎（いとう こうたろう、2001年11月15日 - ）は、ジャパンラグビーリーグワンリコーブラックラムズ東京に所属するラグビー選手。

## プロフィール
- 神奈川県出身[1]。
- ポジションはスタンドオフ(SO)。
- 身長 176 cm、体重 84 kg
- 弟の龍之介もラグビー選手[2]。
- U17日本代表に選ばれたことがある。
- ポジションと高校 （國學院栃木）、大学 （明治）が同じことから元ラグビー日本代表 田村優2世と呼ばれている[3]。

## 略歴
3歳からラグビーを始めた。
2020年、國學院栃木高校卒業後、明治大学に入る。なお國學院栃木高校時代、高校日本代表候補に選ばれたことがある。
2024年、アーリーエントリーでリコーブラックラムズ東京に加入。同年5月5日に行われたJAPAN RUGBY LEAGUE ONE第16節トヨタヴェルブリッツ戦にて途中出場でリーグワン公式戦初出場を果たした。同年6月、ホークスベイに留学。